# Jai Ram Reddy
Pour les articles homonymes, voir Reddy.
Jai Ram Reddy, né le 12 mai 1937 à Lautoka et mort le 29 août 2022 à Auckland, est un homme politique et juge fidjien. 
Deux fois chef de l'opposition parlementaire, brièvement ministre de la Justice en 1987, il est une figure politique majeure des années 1970 jusqu'à la fin du XXe siècle, puis est nommé président de la Cour d'Appel en 2000. Il est juge au Tribunal pénal international pour le Rwanda de 2003 à 2008.

## Biographie

### Avocat
Jai Ram Reddy est le fils aîné d'agriculteurs. Après des études de droit à l'université de Nouvelle-Zélande à Wellington, il est admis au barreau en Nouvelle-Zélande en 1960, et aux Fidji l'année suivante. Il pratique le métier de solicitor jusqu'en 1997.

### Homme politique
En 1972, Jai Ram Reddy est nommé Sénateur pour le Parti de la fédération nationale (PFN), qui représente principalement les intérêts de la communauté indo-fidjienne rurale. Il est élu député à la Chambre des représentants en mars 1977 ; en septembre, il succède à Siddiq Koya comme chef du PFN et chef de l'opposition, face au gouvernement conservateur de Ratu Sir Kamisese Mara. Reddy est reconnu même par ses opposants comme un homme « intelligent, pensif et calme », doté d'un réel sens de l'intérêt commun. Il parvient à unifier son parti, qui était fragmenté en deux factions. En décembre 1983, toutefois, une dispute publique avec le Premier ministre Kamisese Mara, partant d'un simple point de procédure parlementaire, l'amène à démissionner du Parlement, et donc de la direction de l'opposition et du parti. Siddiq Koya lui succède. En amont des élections de 1987, Koya s'oppose au projet d'alliance du PFN avec le Parti travailliste, et démissionne à son tour ; Reddy reprend ses fonctions à la tête du parti (tandis que Harish Sharma devient chef de l'opposition).
Les Travaillistes et le PFN remportent les élections. Le nouveau Premier ministre, Timoci Bavadra, nomme Reddy, le 13 avril, Procureur général et ministre de la Justice. Le 14 mai, le gouvernement est renversé par un coup d'État militaire mené par le colonel Sitiveni Rabuka. Ce dernier entend écarter 'les Indiens' (tels que Reddy) du pouvoir et imposer une suprématie politique de la population autochtone. Les députés de la majorité sont un temps placés en détention par les soldats, puis relâchés. S'ensuivent cinq années de régime militaire. Reddy fait campagne publiquement, en vain, pour la restauration de la démocratie. Rabuka impose une nouvelle Constitution qui exclut les Indo-Fidjiens des plus hautes fonctions et réduit leur représentation au Parlement. Néanmoins, lorsque les élections de 1992 se tiennent sous ces nouvelles modalités, Reddy, élu une nouvelle fois député pour le PFN, redevient chef de l'opposition parlementaire, face au gouvernement nationaliste de Rabuka. Adoucissant ses positions, Rabuka accepte les demandes de Reddy pour une révision de la Constitution. Reddy est nommé membre du comité parlementaire de révision de la Constitution en 1995. Avec l'assistance du Néo-Zélandais Sir Paul Reeves, une nouvelle Constitution est adoptée en 1997, restaurant les droits civiques et politiques des Indo-Fidjiens. En 1998, Jai Ram Reddy est fait compagnon de l'ordre des Fidji (en).
Petit à petit, Reddy et Rabuka développent une estime mutuelle ; leurs partis politiques (le PFN et le SVT) créent la surprise en forgeant une alliance en vue des élections de 1999. Cet accord, selon Reddy, permettrait d'unir les différentes communautés ethniques et de prévenir les tensions. Bon nombre d'électeurs traditionnels du PFN sont choqués par ce rapprochement avec Rabuka ; les élections de 1999 sont un désastre pour le PFN, qui perd tous ses sièges, et disparaît ainsi du Parlement pour la première fois dans son histoire. Reddy démissionne de la tête du parti, et met un terme à sa carrière politique.

### Juge
En mars 2000, Jai Ram Reddy est nommé président de la Cour d'Appel. Il démissionne en août après un nouveau coup d'État, puis reprend ses fonctions en janvier 2002 lorsque la démocratie parlementaire a été rétablie. Le 21 mai 2003, l'Assemblée générale des Nations unies le nomme juge au Tribunal pénal international pour le Rwanda, fonction qu'il occupe jusqu'en décembre 2008. Il prend ensuite sa retraite de la vie publique.
Il meurt à Auckland, en Nouvelle-Zélande, à l'âge de 85 ans. Le chef du PFN, Biman Prasad, loue son engagement pour l'État de droit et le dialogue inter-communautaire, tandis que le Premier ministre des Fidji, Frank Bainimarama, salue son engagement en faveur de l'unité nationale et de l'égalité civique des personnes issues des différentes communautés ethniques.